# Força Aérea do Irã
A Força Aérea do Irã (português brasileiro) ou Força Aérea do Irão (português europeu) (em persa: نیروی هوایی ارتش جمهوری اسلامی ایران‎) é o ramo aéreo das Forças Armadas do Irã.

## História
Até 1920, não houve a utilização de aeronaves nas forças armadas do Irã. Neste período, Reza Pahlavi havia se tornado o comandante em chefe das forças armadas, e percebeu a importância do poder aéreo em conflitos futuros.
Em 1921, o embaixador iraniano em Washington solicitou a compra de aviões dos Estados Unidos, cujo pedido foi negado, com base no tratado de desarmamento da Primeira Guerra Mundial. O Irã, então, recorreu a países da Europa como a Alemanha, Rússia e França.
No início da Segunda Guerra Mundial, o Irã permaneceu um país neutro. No entanto, em 23 de agosto de 1941, a neutralidade iraniana foi quebrada, e o país foi invadido. A Força Aérea Iraniana, que havia sido construída por Reza Shah, foi completamente destruída pelas forças britânicas e russas durante a sua ocupação. Ambos assumiram o controle de duas bases aéreas iranianas em Teerã. Reza Shah, o fundador da força aérea foi forçado a renunciar, como parte das condições de cessar-fogo impostas pelos britânicos. Eventualmente, seu filho, Mohammad Reza Pahlavi se tornou o Xá do Irã. Quando a guerra terminou, os britânicos deixaram o Irã, mas os russos se recusaram a sair e mantiveram o controle do norte do país. A economia iraniana foi enfraquecida como consequência desta ocupação e da guerra.
Os Estados Unidos decidiram contribuir com equipamentos militares para o Irã devido ao início da Guerra Fria. Os aliados ocidentais queriam construir um bloqueio entre os russos e o Golfo Pérsico, porta de entrada para as riquezas dos campos de petróleo do Oriente Médio. O inventário de aeronaves passou a contemplar os P-47 Thunderbolt, T-33 Shooting Star, F-84 Thunderjet e F-86 Sabre.
Mais tarde, na década de 1970, a Força Aérea Iraniana tornou-se o único ramo militar, além da Marinha dos Estados Unidos, a ser equipada com o F-14 Tomcat. Quando a Guerra Irã-Iraque começou, em 1980, os F-14 do Irã, equipados com mísseis Phoenix, capazes de identificar e destruir seis alvos simultaneamente a um alcance de 80 km ou mais, causaram grandes baixas na Força Aérea Iraquiana, que foi obrigada a dispersar suas aeronaves para a Jordânia e Omã. Após oito anos de combate aéreo contra o Iraque, a força aérea do Irã detém o segundo maior número de ases de caça na região, superada apenas pela Força Aérea Israelense; sete pilotos da força aérea registraram mais de seis abates, a maioria deles no F-14 Tomcat. Veteranos da Guerra Irã-Iraque formavam o núcleo do comando da IRIAF.
Após a Revolução Iraniana, alguns desses aviões não estavam em boas condições de funcionamento devido à falta de peças de reposição necessárias, em consequência de um embargo de armas e de danos sofridos nas aeronaves durante o conflito com o Iraque. Uma encomenda de 160 caças F-16 Fighting Falcon também foi feita em 1976, mas as entregas jamais ocorreram. Com a ascensão do regime de Khomeini, o fornecimento dos F-16 para o Irã foi cancelado, e os Estados Unidos ofereceram estas aeronaves à Força Aérea Israelense. 
A frota aérea do Irã está envelhecendo, com algumas aeronaves tendo mais de quarenta anos, o que levou a vários acidentes. Em junho de 2021, outro F-5F caiu perto de Dezful, matando ambos os tripulantes. Em fevereiro de 2022, um F-5F colidiu com uma escola em Tabriz, matando ambos os tripulantes e uma pessoa em solo. Em maio de 2022, dois Chengdu J-7 de fabricação chinesa caíram a leste de Isfahan, matando os pilotos. Após a guerra contra o Iraque na década de 1980, o Irã tentou modernizar suas forças, especialmente comprando equipamento russo, como o helicóptero Mi-171Sh e caças Su-25UBK e Mig-29, além de ter modernizado seu aparelhamento geral e defesas antiaéreas.
Desde a invasão russa da Ucrânia em fevereiro de 2022, o Irã e a Rússia estreitaram as relações, com o governo iraniano fornecendo aos russos munições de reserva (especialmente artilharia), foguetes e drones como o HESA Shahed 136. Posteriormente, a Rússia começou a fornecer ao Irã sistemas de armas mais avançados, como o jato de treinamento Yakovlev Yak-130, com os dois primeiros entregues em setembro de 2023.

## Fotos

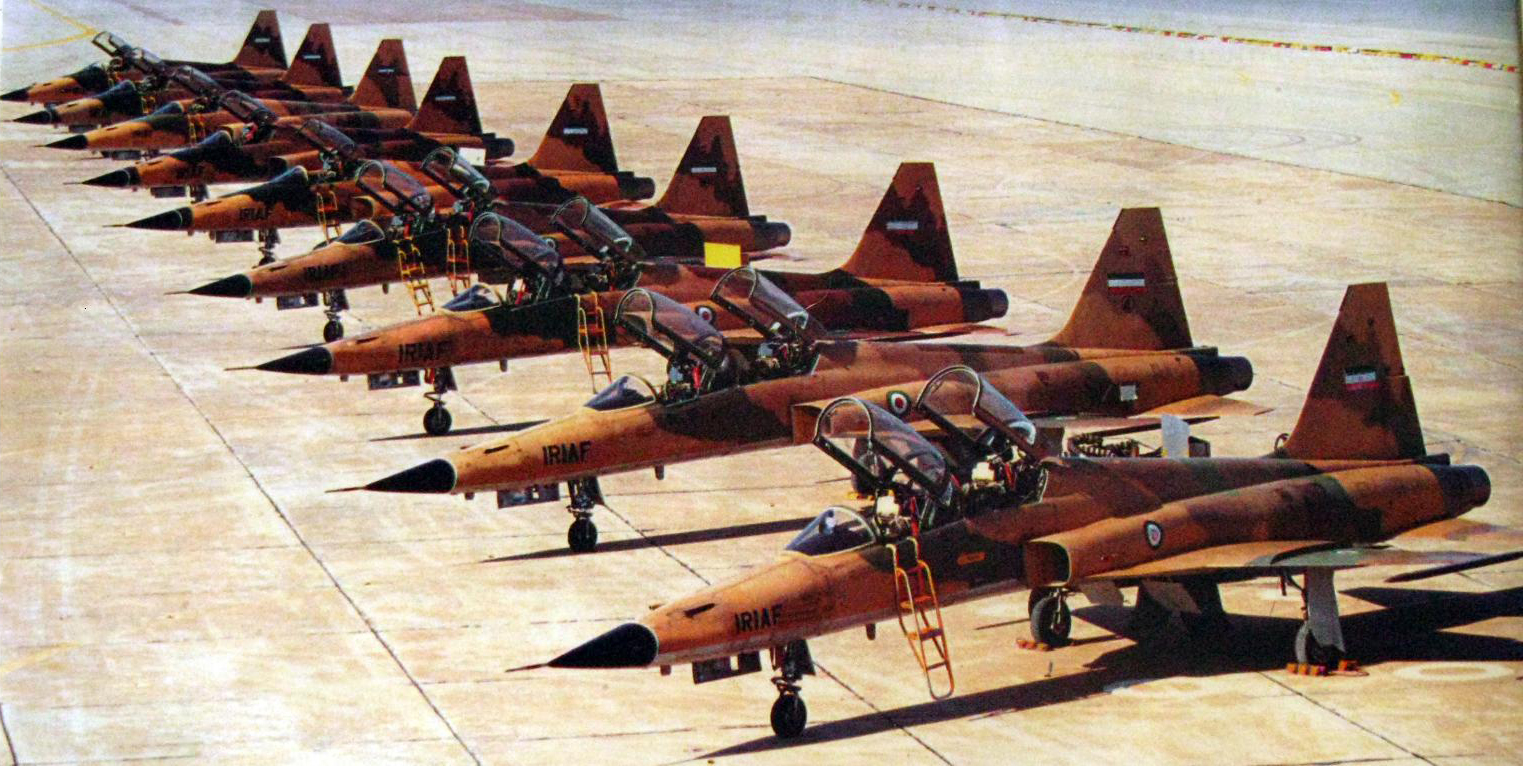
Caças F-5 iranianos.
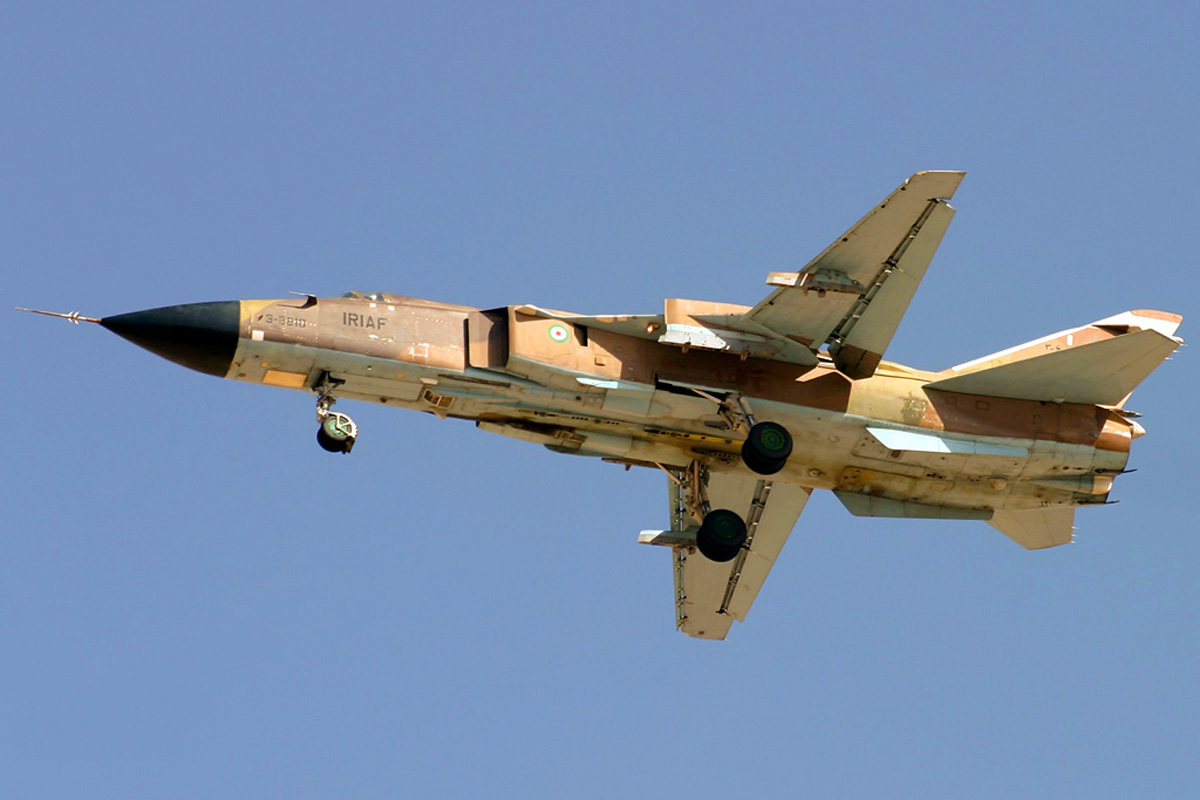
Um Su-24 iraniano.
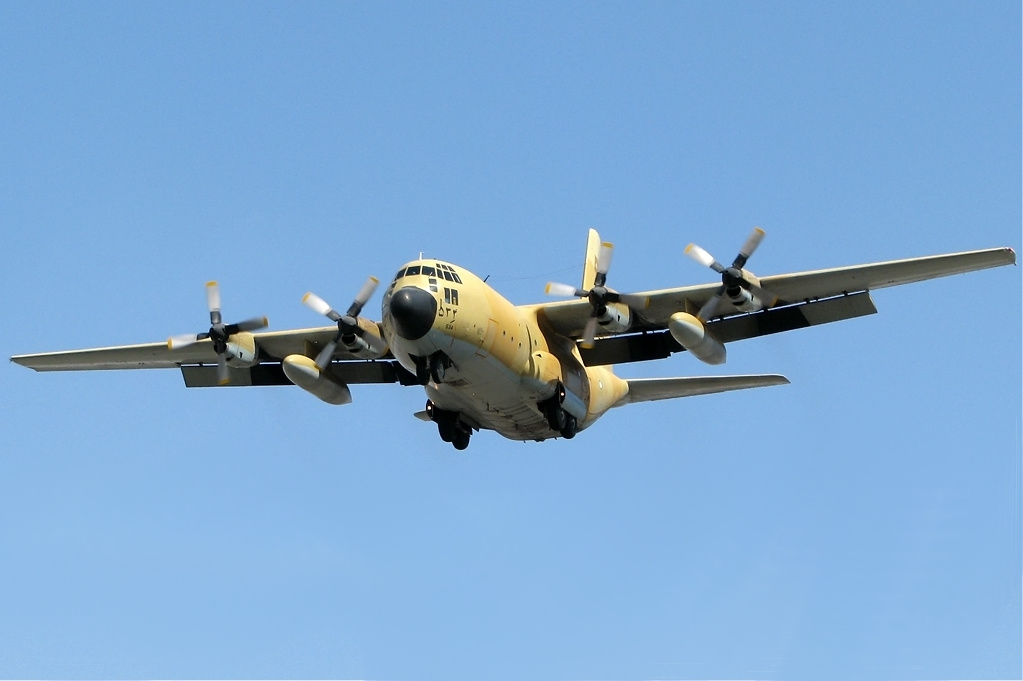
Um C-130 iraniano.
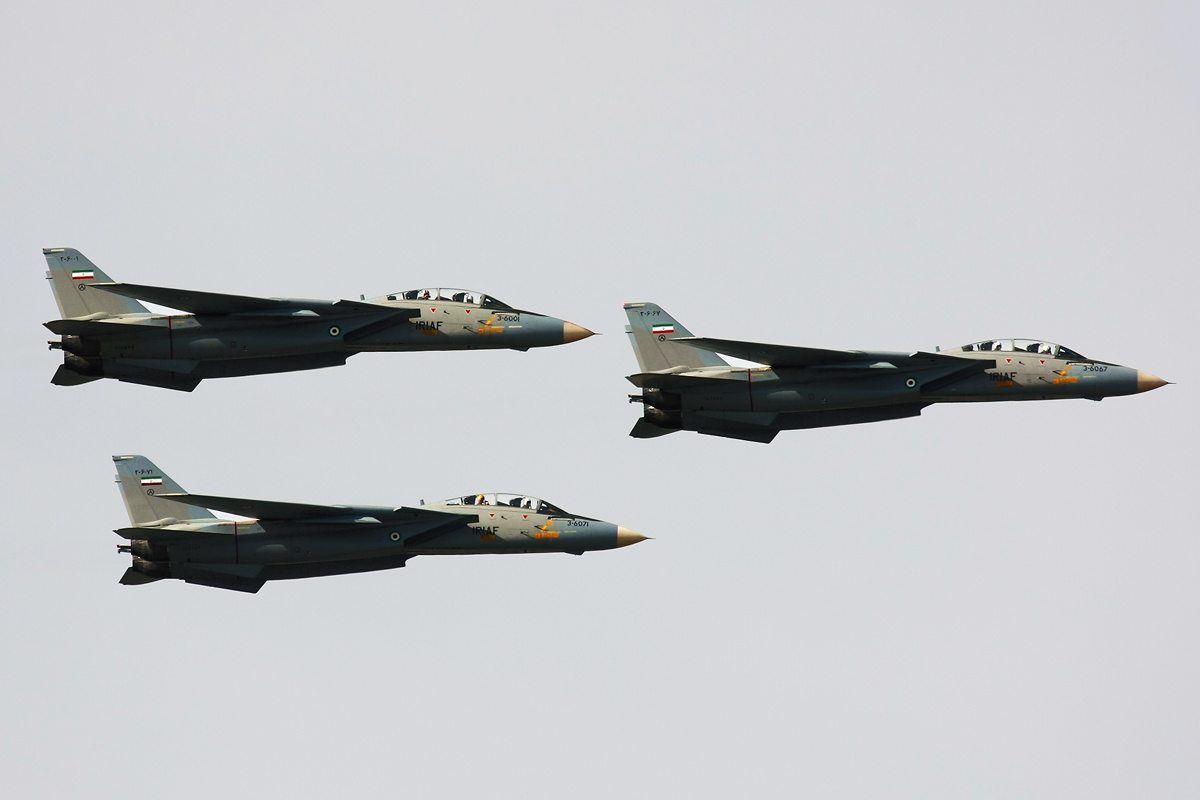
Uma formação de caças F-14 do Irã, de fabricação estadunidense.
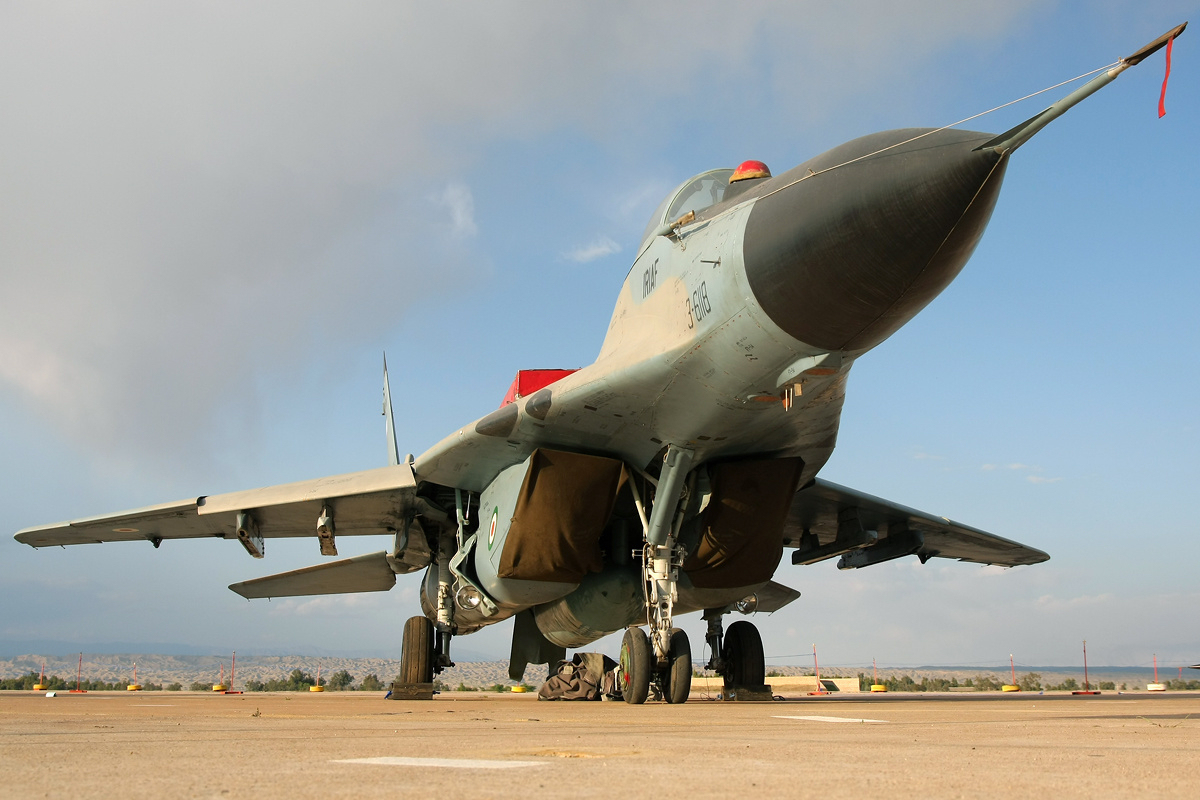
Um Mig-29 iraniano, importado da Rússia.